# 安幸生
安幸生（1902年9月9日—1927年11月11日），原名安毓文，号仁岗，天津人，中国共产党早期领导人。

## 生平
1902年9月9日，安幸生出生于中河头村的一个富农家庭。幼年时就读于三河头小学，1918年考入天津直隶省第一中学。1919年五四运动中，安幸生作为直隶省第一中学的代表前往北洋大学参加了“天津学生代表会议”，参与了“天津学生联合会”的筹备工作，并带领直隶省第一中学的学生参加了示威游行。1919年10月，安幸生和于方舟、韩致祥等人共同创建了“新生社”，并在李大钊的直接指导下接触了马克思主义。1920年4月1日，安幸生创办以宣传马克思主义为主旨的《新生》杂志并自任主编。1920年秋天，新生社改组为“马克思主义研究会”，后又改组为“社会主义青年团”，安幸生由此成为天津早期共青团组织的创始人之一。不久后杂志社被北洋政府查封，安幸生也被逮捕，直隶省第一中学也开除了安幸生的学籍。于方舟和安幸生的家属在此之后将安幸生保释出狱。:84-85
1922年8月，安幸生担任中国劳动组合书记部天津支部主任，同年10月由罗章龙介绍加入中国共产党。1924年1月，安幸生、于方舟、李锡九等人筹建了中共天津地方执行委员会，2月以个人身份加入中国国民党。7月，安幸生参与筹建中国共产党天津地方执行委员会，安幸生担任执行委员，分管海员和码头工人运动。1924年8月组建天津反帝大同盟，并担任委员长。1924年年底发起成立天津国民会议促成会，并担任临时书记。1925年，五卅运动爆发后，多艘英商轮船从上海开往天津。7月18日，安幸生组织轮船上的海员集体下船，并成立了中华海员工业联合会天津支部，安幸生被选为支部书记。1925年8月4日，天津总工会成立，安幸生当选为工会委员长。1925年8月11日，直隶省省长李景林派人拘捕了安幸生等人，天津总工会也被查封。1925年12月25日，国民军占领天津，安幸生等人被释放出狱。国民军占据天津期间，安幸生等人组织了多场群众集会。1926年，三一八惨案后，奉系军阀重新占据天津，安幸生等被迫转移至上海。:85-92:39:29
1927年，安幸生当选为中国共产党第五次全国代表大会的天津代表。在武汉与会完毕后，安幸生于当年5月和蔡和森、王荷波等人一道返回北京。9月18日，安幸生与董季皋的女儿董恂如结婚。9月22日，安幸生担任顺直省委组织部部长兼北京市市委组织部长，机关设在张作霖贴身秘书董季皋的家中。在此期间，安幸生以北京大学学生的身份作为掩护，以开展地下工作，还曾一度分管东区区委的工作。10月10日，中共北京市委发起“广告暴动”，导致北京内的中共地下党组织暴露。10月17日，安幸生在与杨鹤云等人接头时被奉系军阀逮捕。由于时任北京市委书记李渤海被捕后叛变，安幸生真实身份遭暴露。11月11日深夜，安幸生与董季皋、王荷波等人于北京安定门外的箭楼西侧被杀。:92-93

## 纪念
中华人民共和国成立后，周恩来和董恂如亲手将安幸生的遗骨迁葬入八宝山革命公墓。1986年9月14日，天津市第三中学校内的安幸生烈士塑像正式落成。1993年5月4日，北京大学95周年校庆时，“北京大学革命烈士纪念碑”落成，安幸生的姓名被刻入碑上的烈士名录中。:93-94
安幸生故居曾于1938年被日军烧毁，1947年在原址上重建。1995年、2001年、2006年、2016年先后四次整修扩建。1997年5月，该故居被辟为天津市青少年爱国主义教育基地，故居内开辟有安幸生的纪念室。:93-94